# Pinckneyville
Pinckneyville is een plaats (city) in de Amerikaanse staat Illinois, en valt bestuurlijk gezien onder Perry County.

## Demografie
Bij de volkstelling in 2000 werd het aantal inwoners vastgesteld op 5464. In 2006 is het aantal inwoners door het United States Census Bureau geschat op 5460, een daling van 4 (-0,1%).

## Geografie
Volgens het United States Census Bureau beslaat de plaats een oppervlakte van 8,2 km², geheel bestaande uit land. Pinckneyville ligt op ongeveer 141 m boven zeeniveau.

## Plaatsen in de nabije omgeving
De onderstaande figuur toont nabijgelegen plaatsen in een straal van 20 km rond Pinckneyville.